# Rhyacophila kadampa
Rhyacophila kadampa är en nattsländeart som beskrevs av Schmid 1970. Rhyacophila kadampa ingår i släktet Rhyacophila och familjen rovnattsländor. Inga underarter finns listade i Catalogue of Life.